# Þverárhyrna (bergstopp i Island, lat 66,15, long -16,32)
Þverárhyrna är en bergstopp i republiken Island. Den ligger i regionen Norðurland eystra, 300 km nordost om huvudstaden Reykjavík. Toppen på Þverárhyrna är 540 meter över havet, eller 242 meter över den omgivande terrängen. Bredden vid basen är 6,3 km.
Trakten runt Þverárhyrna är nära nog obefolkad, med mindre än två invånare per kvadratkilometer. Närmaste större samhälle är Kópasker, omkring 18 kilometer norr om Þverárhyrna. Trakten runt Þverárhyrna består i huvudsak av gräsmarker.